# Marilyn Silverstone
Pour les articles homonymes, voir Silverstone.
Marilyn Rita Silverstone (9 mars 1929 – 28 septembre 1999) était une photojournaliste et une nonne bouddhiste.

## Jeunesse
Fille aînée de Murray et Dorothy Silverstone, elle est née à Londres. Son père, né de parents polonais installés aux Etats-Unis, était directeur général de United Artists et président des activités internationales de 20e Century Fox, collaborant avec Charlie Chaplin et d'autres étoiles montantes du cinéma à Londres. La famille retourne aux Etats-Unis juste avant le déclenchement de la Seconde Guerre mondiale en Europe.
Silverstone a grandi à Scarsdale, New York. Après avoir obtenu son diplôme au Wellesley College, elle devient rédactrice en chef adjointe de l'Actualité artistique, de Industrial design et d'Interiors au début des années 1950. Elle déménage ensuite en Italie pour réaliser des films documentaires.

## Photojournaliste

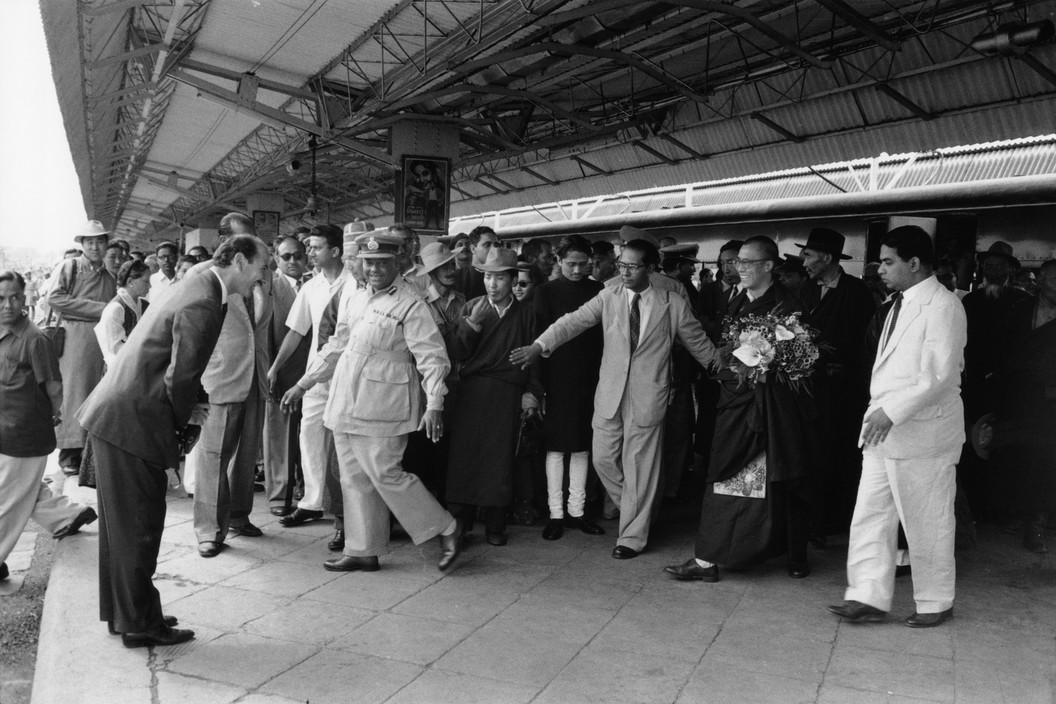
Robert J. Godet accueillant le dalaï-lama à Siliguri, 1959.

Silverstone devient une photojournaliste active en 1955, documentant des sujets variés au fil de ses voyages en Europe, en Afrique et au Moyen-Orient.
En 1956, elle se rend en Inde pour faire le portrait de Ravi Shankar. Elle retourne dans le sous-continent en 1959 ; ce qui devait n'être qu'un court voyage marque le début d'une fascination pour l'Inde, qui perdure tout au long de sa vie. Ses photographies de l'arrivée en Inde du dalaï-lama, réchappé de l'invasion chinoise du Tibet, font la couverture du magazine Life.
Elle est aussi l'auteur de photos du dalaï-lama lors de l'inauguration de la Maison du Tibet à New Delhi le 26 octobre 1965. 
Pendant cette période, elle rencontre et entame une relation amoureuse avec le journaliste Frank Moraes. Ce dernier était alors rédacteur-en-chef de The Indian Express. Le couple vit ensemble à New Delhi jusqu'en 1973, au contact de politiciens, de journalistes, d'intellectuels, et de diplomates. Moraes écrit plusieurs éditoriaux qui déplaisent à la Première ministre Indira Gandhi, et la situation se détériore au point que le couple décide de se retirer à Londres.
Au fil des années, la réputation de photographe de Silverstone grandit. En 1967, elle rejoint Magnum Photos, une agence qui ne compte alors que cinq femmes parmi ses membres. Le travail de Silverstone pour Magnum inclut des reportages sur des sujets très variés, allant du portrait d'Albert Schweitzer au couronnement du Shah d'Iran.
Elle meurt alors qu'une exposition consacrée à son travail et à celui des femmes photographes de Magnum était sur le point d'être présentée à la Scottish National Portrait Gallery. Ses collègues lui rendent hommage lors du séminaire organisé par l'université de St Andrews à cette occasion.

## Nonne bouddhiste

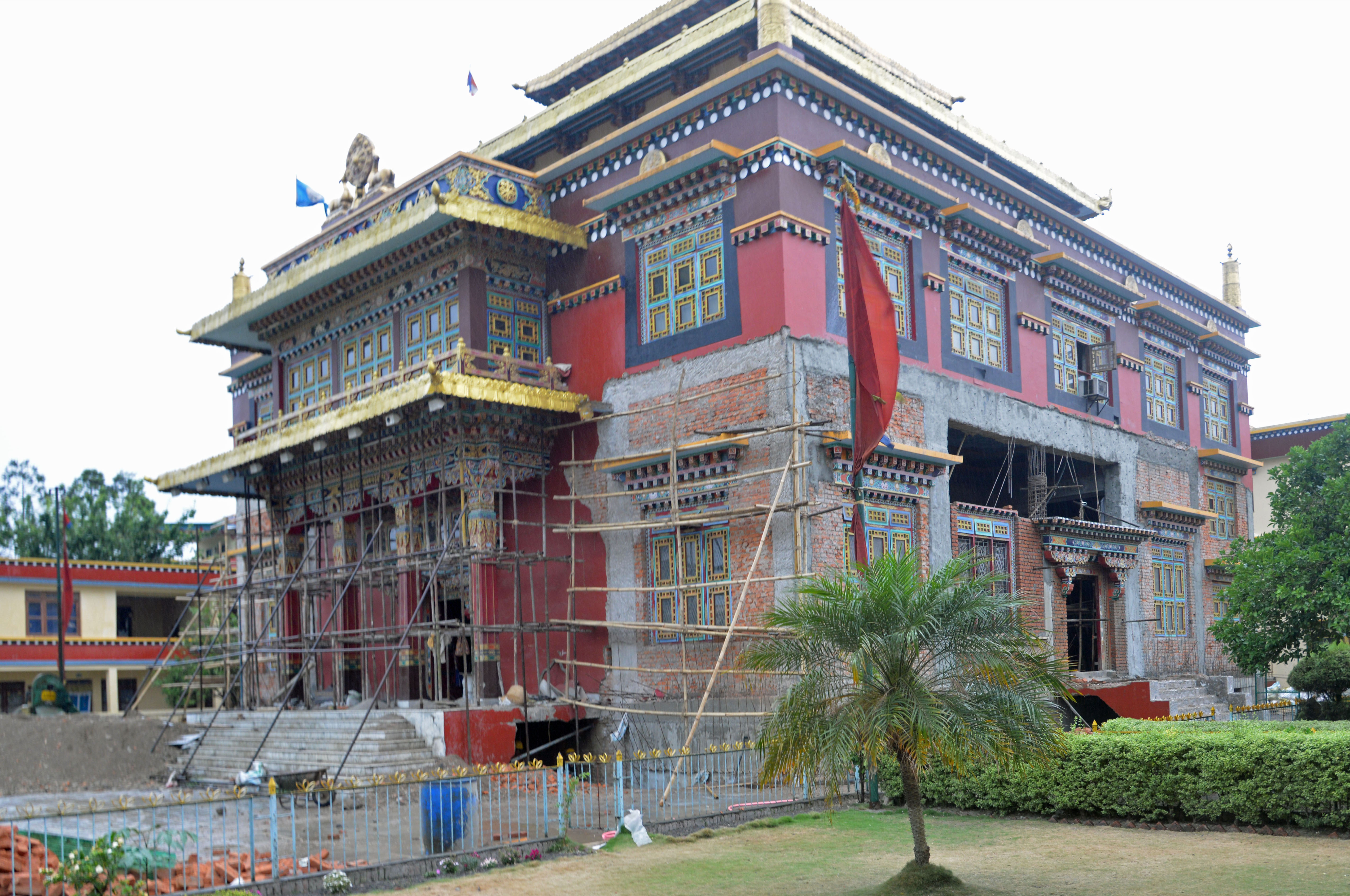
Le monastère de Shéchèn en 2016 durant sa reconstruction après les séismes de 2015 au Népal.

La conversion de Silverstone au bouddhisme aurait commencé lorsqu'elle est atteinte des oreillons pendant son adolescence. Elle raconte en effet qu'alors qu'elle souffrait de cette maladie fréquente chez les enfants, elle fit la lecture du livre Tibet Secret de Fosco Maraini, un ouvrage qui la marque profondément.
A la fin des années 1960, Silverstone effectue un reportage sur le lama bouddhiste tibétain Rahor Khenpo Tubten Rinpoché et, lorsque celui-ci vient à Londres pour un traitement médical dans les années 1970, il séjourne chez elle. Silverstone décide alors d'apprendre le tibétain afin d'étudier le bouddhisme avec lui. Après la mort de Moraes en 1974, elle rejoint le cercle d'un autre lama respecté, Dilgo Khyentse Rinpoché, et quitte Londres pour rejoindre le monastère de Shéchèn du Népal,.
En 1977, elle prononce ses vœux de nonne bouddhiste. Son nom bouddhiste est Bhikshuni Ngawang Chödrön, ou Ani Marilyn pour ses proches. Installée à Katmandou, elle effectue des recherches sur les coutumes menacées du Rajasthan et des royaumes de l'Himalaya.
En 1999, elle retourne aux États-Unis pour le traitement d'un cancer et apprend qu'il est en phase terminale. Son souhait est alors de mourir au Népal, où elle avait passé les vingt-cinq dernières années. Cependant, aucune compagnie aérienne n'accepte de transporter une passagère à la santé si fragile. Elle résout le problème en convainquant un docteur en vacances de l'accompagner lors de son retour à Katmandou.
Le voyage s'avère difficile. Elle est à peine consciente et une escale est nécessaire à Vienne. Elle meurt en 1999 au monastère de Shéchèn près de Katmandou qu'elle avait œuvré à créer et développer. Elle disait, au sujet de sa propre vie : "Je peux dire que tout cela, je l'ai vécu".

## Sélection de travaux

### Livres de Silverstone
- Gurkhas And Ghosts: The Story Of A Boy In Nepal, Londres, Methuen Publishing, 1964. [réédité par Criterion Books, New York, 1970 (ISBN 0-316-92875-5).]
- Bala: Child of India, New York, Hastings House, 1968.  (ISBN 0-8038-0670-1).
- Ocean of Life: Visions of India and the Himalayan Kingdoms, New York, Aperture Foundation, 1985.  (ISBN 0-89381-195-5).

### Livres avec des contributions de Silverstone
- Luree Miller, The Black Hat Dances: Two Buddhist Boys in the Himalayas (photographies de Marilyn Silverstone), New York, Dodd, Mead and Company, 1987. (ISBN 0-396-08835-X)

### Traductions du tibétain en anglais
- The namthar of Jetsün Mingyur Paldron[15]
- Participe à la traduction pour  The Life of Shabkar publié par Matthieu Ricard.